# Plauen (Vogtland) Unterer Bahnhof
Plauen (Vogtland) Unterer Bahnhof is een spoorwegstation in de Duitse plaats Plauen. Het station werd in 1875 geopend.